# Liste der Bischöfe von Soissons
Die folgenden Personen waren Bischöfe des Bistums Soissons (Frankreich):
- Heiliger Sixtus
- Heiliger Sinicus
- Heiliger Divitianus
- Rufinus
- Filianus
- Mercurius (um 347)
- Heiliger Onesimus I.
- Vinzenz
- Luberan
- Onesimus II.
- Heiliger Edibus (um 451)
- Heiliger Prince (um 474-vor 511)
- Heiliger Loup († nach 533)
- Heiliger Bandry († 545)
- Anectaire († 573)
- Thibaut I.
- Droctigisile († um 589)
- Tondulphe
- Landulphe
- Heiliger Ansery († um 652)
- Bettolen
- Heiliger Drausin († um 674)
- Warembert
- Heiliger Adalbert (um 680)
- Heiliger Gaudin († 707)
- Macaire
- Galcoin
- Gobald
- Hubert (Gerarbert)
- Maldabert
- Deodat I.
- Hildegode (um 765)
- Rothad I. (814–831)
- Bertaire
- Ansalon
- Rothad (Rothard) II. (832–869)
- Rothad (Rothard) III.
- Engelmond (nicht geweiht)
- Hildebod (871–885)
- Riculfe († um 902)
- Rodoin († um 909)
- Abbo (Erzkanzler 922–931, † 937)
- Guido von Anjou († 973)
- Guido von Amiens, Bischof 966–985 und 995/1005 (Erstes Haus Valois)
- Fulko († 1017)
- Deodat II.
- Berold († 1052)
- Heddo († 1064)
- Adelard († 1072)
- Thibaut de Pierrefonds († 1080)
- Ursion (1080, gewählt und abgesetzt)
- Heiliger Arnould de Palmèle (1082–1087)
- Ingelram
- Hilgot (um 1087–1090)
- Heinrich (1090–1101)
- Hugues de Pierrefonds (1101–1103)
- Manasses de Soissons (1103–1108) (vorher Bischof von Cambrai, Rolloniden)
- Liziard de Crépy (1108-† um 1126)
- Josselin de Vierzy (1126–1152)
- Ansculfe de Pierrefonds (1152–1158)
- Hugues de Champfleury (1158–1175) (Kanzler von Frankreich 1150–1172)
- Nivelon de Chérisy (1175–1207)
- Aymard de Provins (1219)
- Jacques de Bazoches (1219–1242)
- Raoul de Couduno (1242–1245)
- Guy de Châteauporcien (1245–1250)
- Nivelon de Bazoches (1250–1262)
- Milon de Bazoches (1262–1292)
- Gérard de Montcornet (1296–1313)
- Guy de La Charité (1313–1331)
- Gérard de Courtonne (1331–1349)
- Pierre de Chappes (1349–1362)
- Guillaum e Bertrand (1362–1404)
- Simon III. de Bucy (1404–1413)
- Victor de Camerin (1413–1422)
- Nicolas Graibert (1422–1442)
- Renaud de Fontaines (1442–1503)
- Jean Milet (1503–1513)
- Claude de Louvain (1513–1519)
- Foucault de Bonneval (1519–1532) (danach Bischof von Bazas)
- Symphorien de Bullioud (1533–1557)
- Mathieu de Longuejoue (1557–1585)
- Charles de Roucy (1585–1619)
- Jérôme Hennequin (1619–1623)
- Charles de Hacqueville (1623–1656)
- Simon Legras (1656–1685)
- Charles de Bourbon (1656–1685)
- Pierre Daniel Huet (1685–1692) (nicht eingesetzt)
- Fabio Brûlart de Sillery (1692–1714)
- Jean-Joseph Languet de Gergy (1715–1730) (danach Erzbischof von Sens)
- Charles-François Lefebvre de Laubrière (1730–1738)
- François de Fitz-James (1739–1764)
- Henri-Claude de Bourdeilles (1764–1790) (letzte Bischof im Ancien Régime)
- Henri-Claude de Bourdeilles (1801, † 1802)
- Jean-Claude Le Blanc de Beaulieu (1802–1820) (danach Bischof von Arles)
- Guillaume Aubin de Villèle (1820–1824) (danach Erzbischof von Bourges)
- Jules François de Simony (1824–1847, † 1849)
- Paul-Armand de Cardon de Garsignies (1847–1860)
- Jean-Joseph Christophe (1860–1863)
- Jean Dours (1863–1876, † 1877)
- Odon Thibaudier (1876–1889) (danach Erzbischof von Cambrai)
- Jean-Baptiste Théodore Duval (1889–1897)
- Augustin Victor Deramecourt (1898–1906)
- Pierre Louis Péchenard (1906–1920)
- Charles Binet (1920–1927) (danach Erzbischof von Besançon und Kardinal)
- Ernest Victor Mennechet, 1928–1946
- Pierre Auguste Marie Joseph Douillard (1946–1963)
- Alphonse Gérard Bannwarth (1963–1984)
- Daniel Labille (1984–1998) (danach Bischof von Créteil)
- Marcel Herriot (1999–2008)
- Hervé Giraud (2008–2015) (dann Erzbischof von Sens)
- Renauld de Dinechin (seit 2015)

## Bibliografie
- CHAD, article „SOISSONS“, p.217–240
- ANNUAIRE HISTORIQUE 1848 (année 1849), p.57–61
- TRÉSOR DE CHRONOLOGIE (TC), p.1492–1493